# Roman Eremenko
Roman Eremenko (ros. Роман Алексеевич Ерёменко, ur. 19 marca 1987 w Moskwie) – fiński piłkarz pochodzenia rosyjskiego grający na pozycji środkowego pomocnika.
Jest bratem Aleksieja, także reprezentanta kraju.

## Kariera klubowa
Eremenko urodził się w Moskwie, ale w wieku 3 lat przeniósł się z ojcem Aleksiejem Eremenką, byłym graczem Dinama Moskwa i Spartaka Moskwa oraz z bratem Aleksiejem do Finlandii.
Karierę piłkarską Roman rozpoczął w małym klubie GBK Kokkola. W 2004 roku zadebiutował w jego barwach w drugiej lidze fińskiej, ale jeszcze w połowie roku odszedł do drużyny FF Jaro. W lipcu 2006 roku Eremenko odszedł do włoskiego Udinese Calcio, które zapłaciło za niego 175 tysięcy euro. W Serie A zadebiutował 10 września w przegranym 0:1 wyjazdowym meczu z Messiną. W sierpniu 2008 roku, Fin został wypożyczony do ukraińskiego Dynama Kijów. 22 maja 2009 roku na stałe dołączył do zespołu Dynama i podpisał kontrakt do 2014 roku.
31 sierpnia 2011 został piłkarzem do Rubinu Kazań. Po trzech latach gry dla Rubinów i zdobycia Pucharu i Superpucharu kraju, odszedł za kwotę 6 mln euro do CSKA Moskwa. Ze stołeczną drużyną zdobył mistrzostwo kraju w sezonie 2015/16. Po spotkaniu Ligi Mistrzów z Bayerem Leverkusen, w organizmie piłkarza wykryto kokainę. CSKA natychmiastowo rozwiązało kontakt z zawodnikiem, a sam piłkarz otrzymał od UEFA, karę dwóch lat zawieszenia gry we wszystkich rozgrywkach.
Po odbyciu kary, Eremenko podpisał kontrakt ze Spartakiem Moskwa, w którym rozegrał zaledwie siedem spotkań.
W styczniu 2019 roku został piłkarzem FK Rostów, którego barwy reprezentował przez dwa lata. W styczniu 2021 roku, po przechorowaniu COVID-19 piłkarz poprosił klub o rozwiązanie kontraktu, argumentując to niemożnością powrotu do dawnej formy fizycznej.

## Kariera reprezentacyjna
W reprezentacji Finlandii zadebiutował 6 czerwca 2007 roku meczu eliminacji do Euro 2008 z reprezentacją Belgii (2:0).  W 71. minucie tego spotkania zdobył gola na 1:0 dla Finów.
Wcześniej reprezentował młodzieżową kadrę Finlandii U-21.

## Sukcesy

### Klubowe
Dynamo Kijów
- Premier-liha: 2008–09
- Superpuchar Ukrainy: 2009, 2011

Rubin Kazań
- Puchar Rosji: 2011–12
- Superpuchar Rosji: 2012

CSKA Moskwa
- Primjer Liga: 2015–16